# Wivina Demeester
Wivina Clothildis Francisca Demeester-De Meyer (Aalst, 13 december 1943) is een Belgisch voormalig politica voor de CVP en CD&V.

## Levensloop
Wivina Demeester-De Meyer studeerde in 1967 af als landbouwkundig ingenieur en geaggregeerde voor het hoger secundair onderwijs aan de Rijksuniversiteit Gent. Beroepshalve was ze van 1967 tot 1969 en van 1971 tot 1974 lerares biologie in het hoger secundair onderwijs en in 1970 was ze aan de slag op de planningsdienst van een bouwbedrijf. Ook was ze van 1968 tot 1984 lesgeefster voor landbouworganisaties verbonden aan de Boerenbond en vervulde ze tussen 1976 en 1984 lesopdrachten in het niet-universitair hoger onderwijs. In 1973 stichtte ze samen met haar echtgenoot de vzw Monnikenheide, een dienstencentrum en opvangtehuis voor personen met een verstandelijke beperking in Zoersel.

### Politieke carrière
In maart 1974 werd Demeester voor de CVP voor het kiesarrondissement Antwerpen tot lid van de Kamer van volksvertegenwoordigers verkozen, een mandaat dat ze tot mei 1995 uitoefende. In de periode april 1974-oktober 1980 zetelde ze als gevolg van het toen bestaande dubbelmandaat ook in de Cultuurraad voor de Nederlandse Cultuurgemeenschap, die op 7 december 1971 werd geïnstalleerd. Vanaf 21 oktober 1980 tot mei 1995 was ze lid van de Vlaamse Raad, de opvolger van de Cultuurraad en de voorloper van het huidige Vlaams Parlement. Vervolgens bleef Demeester gedurende een maand lid van het Vlaams Parlement na de eerste rechtstreekse verkiezingen van 21 mei 1995, waarna ze opnieuw lid werd van de Vlaamse Regering. Ze beëindigde haar parlementaire carrière met een mandaat als Vlaams volksvertegenwoordiger van juni 1999 tot juni 2004. Op 27 april 1999 en op 31 maart 2004 werd ze in de plenaire vergadering van het Vlaams Parlement gehuldigd voor haar 25 jaar respectievelijk 30 jaar parlementair mandaat.
Van november 1985 tot mei 1988 was Demeester staatssecretaris voor Volksgezondheid en Gehandicaptenbeleid in de regeringen Martens VI en VII. Ze maakte oorspronkelijk geen deel uit van de daaropvolgende regering-Martens VIII, maar ze verving in oktober 1988 Herman Van Rompuy als staatssecretaris voor Financiën. Toen de Volksunie eind september 1991 uit protest tegen de wapenhandel uit die regering stapte, nam ze van Hugo Schiltz de ministerportefeuilles Begroting en Wetenschapsbeleid in de regering-Martens IX over. Tijdens de lange periode van federale regeringsvorming die volgde op Zwarte Zondag stapte ze over naar het Vlaamse niveau, waar ze van 1992 tot 1999 minister van Financiën en Begroting was. Van 1992 tot 1995 was ze tevens Vlaams minister van Binnenlandse Aangelegenheden en Welzijn en Gezin en van 1995 tot 1999 minister van Gezondheidsbeleid.
Van 1982 tot 1992 en van 2001 tot 2006 was ze ook gemeenteraadslid van Zoersel.

### Na de politiek
Van 2007 tot 2008 was Demeester samen met Louis Vanvelthoven namens de federale regering bijzondere gezant in het dossier van de IJzeren Rijn.
Van 2011 tot 2014 was Demeester bestuurder van mediagroep Concentra. Van 2007 tot 2011 was ze ook voorzitter van het Katholiek Impuls- en Mediafonds, dat aandeelhouder van Concentra is.
Eind mei 2011 werd bekend dat ze voorzitter werd van het christelijk geïnspireerd impulsforum Logia. Ze bleef dit tot in 2017 en werd toen opgevolgd door Paul Quirynen.
Demeester bekleedde ook bestuursmandaten bij de bank Dexia (ook voorzitter van het auditcomité), de Beheersmaatschappij Antwerpen Mobiel (BAM) die instaat voor de realisatie van het Masterplan Antwerpen en de Oosterweelverbinding en de Karel de Grote Hogeschool. Verder was ze voorzitter van het International Peace Information Service (IPIS).
In januari 2024 raakte bekend dat ze als lijstduwer de voorlaatste plaats op de CD&V-lijst in de kieskring Antwerpen voor de federale verkiezingen van juni 2024 zou krijgen.

#### Rol in de gezondheids- en welzijnssector
Demeester had een aantal bestuursmandaten in de gezondheids- en welzijnssector. Zo zetelde ze vanaf 2001 in de raad van bestuur van het Universitair Ziekenhuis Antwerpen, waar ze in 2005 ook voorzitter van het auditcomité werd. In 2013 nam ze afscheid als voorzitter van het Vlaams Instituut voor Gezondheidspromotie en Ziektepreventie, een functie die ze vanaf 2004 uitoefende. Inge Vervotte volgde haar in die hoedanigheid op.
Ook was ze voorzitter van adoptieorganisatie Ray of Hope en van 2007 tot 2010 van de Vlaamse Liga tegen Kanker. In die laatste functie volgde ze Vic Anciaux op en werd ze opgevolgd door Jean-Jacques Cassiman.

#### Rol in het Vlaamse architectuur- en cultuurlandschap
Demeester was van 2002 tot 2004 voorzitter van het Flanders Fashion Institute en werd eveneens voorzitter van Kunst in Zoersel, een organisatie die jonge beeldende kunstenaars in de belangstelling zet. Daarnaast was ze ook voorzitter van het kunstencentrum deSingel van 2005 tot 2021. Ze volgde André Leysen op en werd door Inge Vervotte opgevolgd. Ze was ook bestuurder van het Vlaams-Nederlands Huis deBuren en het Antwerp Symphony Orchestra en lid van de Commissie Cultureel Verdrag Vlaanderen-Nederland.
Tijdens haar rol als Vlaams minister van Financiën, Begroting en Gezondheidszorg (1995-1999) werd op haar initiatief als eerste een Vlaamse Bouwmeester aangesteld. Die nam de rol van het aanduiden van architecten voor overheidsgebouwen over van de minister en zou daarbij heel zelfstandig te werk gaan. Voor het creëren van die functie en de insteek liet Demeester zich inspireren door de rijksbouwmeester in Nederland. In december 1998 werd Bob Van Reeth als eerste tot Vlaamse Bouwmeester benoemd. In een afscheidsbrief aan de bouwmeester in 2000 verduidelijkte Demeester dat ze deze bouwmeester nodig had voor haar droom van een brug over de Schelde om de Antwerpse ring te sluiten en omdat de brug een 'kunstwerk' moest zijn, zowel technisch als architecturaal. Dat paste in haar visie op de rol van de overheid als opdrachtgever voor architectuur, die volgens haar naast functionaliteit ook creativiteit moest benadrukken en een voorbeeldfunctie diende te vervullen op het vlak van gebouwen, stedenbouw en landschapsarchitectuur. In 2014 werd, als erkenning voor haar rol in de oprichting van het Team Vlaams Bouwmeester, de jaarlijkse 'Prijs Bouwmeester' omgedoopt tot de 'Prijs Wivina Demeester voor excellent bouwheerschap'.
Haar ideaalbeeld van architectuur trok ze ook door naar haar werk in de zorgsector. Als opdrachtgever van de bouw van haar zorgproject Monnikenheide ging ze uit van de bijdrage van sterke doch gevoelige architectuur aan het dagelijks leven de ontwikkeling van de mens. Onder andere architecten Dirk Somers, Johan De Coster en UR Architecten ontwierpen huizen en paviljoenen voor Monnikenheide.
Demeester speelde een cruciale rol in de oprichting van het Vlaams Architectuurinstituut (VAi) in 2001. Samen met de Vlaams bouwmeester zette het instituut Vlaanderen op de kaart als architectuurgewest en pleit het voor het openbaar belang van architectuur. Ze was voorzitter van het instituut van 2004 tot 2022, wanneer Inge Vervotte haar opvolgde.
Ten slotte werd Demeester ook bestuurder van de publiek-private samenwerking Scholen van Morgen, dat meer dan 170 Vlaamse scholen bouwde en beheert.

## Onderscheidingen
- In 2004: grootofficier in de Leopoldsorde
- Op 29 september 2006 nam ze aan de Katholieke Universiteit Leuven een eredoctoraat in ontvangst voor haar inzet op het vlak van de ontwikkeling van de bio-ethiek in België.[19]
- In 2014 werd ze Ridder in de Internationale Orde der Groot Bewakers van de Vrije Schelde voor haar onverdroten inzet van onze Vrije Schelde en de Haven van Antwerpen.
- Op 11 juli 2015 kreeg ze het Groot Ereteken van de Vlaamse Gemeenschap, dat toegekend wordt aan Vlamingen die zich gedurende lange tijd verdienstelijk maakten.[20]